# АЗ (футбольный клуб)
«А́лкмар За́нстрек» (нидерл. Alkmaar Zaanstreek [ˈɑl(ə)kmaːr ˈzaːnstreːk]), или просто АЗ, — нидерландский футбольный клуб из города Алкмар. Образован 10 мая 1967 года в результате слияния двух алкмарских клубов «Алкмар’54» и «Занстрек», получив название «Алкмар-67» (впоследствии АЗ’67 и просто АЗ). Домашние матчи проводит на стадионе «АФАС», вмещающем 19,5 тысяч зрителей. Традиционные цвета клуба — красно-бело-чёрные.
В сезоне 2024/25 клуб занял 5-е место в Эредивизи — Высшем дивизионе Нидерландов. Наивысшим достижением АЗ в чемпионате Нидерландов является 1-е место в сезонах 1980/81 и 2008/09, помимо этого, клуб четырежды выигрывал Кубок Нидерландов и один раз доходил до финала Кубка УЕФА.
Главный тренер команды — Мартен Мартенс.

## История
Через пару лет после слияния и образования нового клуба, в АЗ’67 начался финансовый кризис, в котором во многом виноваты дорогостоящие трансферы. Но благодаря таланту и миллионам двух нидерландских братьев-бизнесменов Кесу и Класу Моленарам, кризис удалось преодолеть, после чего у клуба начался настоящий расцвет, связанный также с деятельностью тренера Жоржа Кесслера.
Успех сопутствовал клубу на протяжении 70-х и 80-х годов. В 1978 году АЗ’67 завоевал свой первый трофей — Кубок Нидерландов, а в 1981 команде удалось сделать «золотой дубль», став одновременно чемпионом страны и обладателем Кубка. Так же в 1981 году у АЗ’67 началась европейская история — клубу удалось дойти до финала Кубка УЕФА, в котором однако команда в двухматчевом противостоянии уступила английскому «Ипсвичу» (в первом матче на выезде АЗ’67 проиграл со счётом 0:3, а на домашнем стадионе победил 4:2).
В 1986 году в названии клуба убрали приставку «’67», а в конце 80-х годов братья Моленар покинули АЗ, после чего в клубе начался упадок. В 1988 году АЗ покинул высший футбольный дивизион Нидерландов.
90-е стали тяжелыми годами в истории клуба. Перейдя в Первый дивизион, АЗ дважды становился его чемпионом (в 1996 и 1998 годах). Возвращение АЗ в элиту нидерландского футбола в конце 90-х ознаменовало эпоху возрождения клуба. Это произошло во многом благодаря новому владельцу команды — бизнесмену Дирку Схеринга. В конце 2002 года на пост главного тренера был приглашён голландский специалист из амстердамского «Аякса» — Ко Адриансе, которому по сути удалось возродить клуб. В сезоне 2004/05 годов клуб занял третье место в высшем дивизионе, а также команде удалось добраться до полуфинала Кубка УЕФА, где АЗ уступил португальскому «Спортингу».
В 2005 году Адриансе покинул клуб, став главным тренером «Порту», а на его место пришёл бывший тренер «Аякса» и «Барселоны» — Луи ван Гал, который так же до этого тренировал сборную Нидерландов. В первом же сезоне 2005-06 годов под его руководством АЗ занял второе место в турнирной таблице. В середине 2006 года клуб наконец-то получил новый современный стадион на 17 000 мест — «DSB», а уже к 2010 году руководством клуба планируется расширить арену до 40 000 мест. В сезоне 2006/07 годов клуб снова занял третье место, а в следующем сезоне 2007/08 годов «Алкмар» неожиданно оказался на 11-й позиции в турнирной таблице. Но несмотря на провал уже в сезоне 2008/09 года клуб во второй раз в своей истории завоевал золото национального первенства.
16 октября 2013 Дик Адвокат стал главным тренером клуба АЗ. Адвокат ранее уже работал в АЗ в сезоне-2009/10. Тогда бывший наставник «Зенита» занял пост главного тренера после ухода Рональда Кумана. В конце сезона 2013/14 Адвокат решил покинуть команду, причиной ухода являлась неспособность руководства АЗ выделить большой бюджет для усиления состава. Новым тренером команды стал Марко ван Бастен, однако, не проработав и полгода в команде, он её покинул из-за проблем с сердцем. Но новый тренер алкмарцев — Алекс Пастор — прекратил сотрудничество с командой спустя два дня после своего назначения на должность.

## Основной состав

### Команда
| №  |                  | Поз. | Имя                     | Год рождения |
| -- | ---------------- | ---- | ----------------------- | ------------ |
| 1  | Флаг Нидерландов | Вр   | Ром-Джейден Овусу-Одуро | 2004         |
| 3  | Флаг Нидерландов | Защ  | Ваутер Гус              | 2004         |
| 4  | Флаг Нидерландов | Защ  | Максим Деккер           | 2004         |
| 5  | Флаг Португалии  | Защ  | Алешандре Пенетра       | 2001         |
| 6  | Флаг Нидерландов | ПЗ   | Пер Копмейнерс          | 2001         |
| 8  | Флаг Нидерландов | ПЗ   | Йорди Класи (капитан)   | 1991         |
| 9  | Флаг Ирландии    | Нап  | Трой Парротт            | 2002         |
| 10 | Флаг Нидерландов | ПЗ   | Свен Мейнанс            | 2000         |
| 11 | Флаг Ганы        | Нап  | Ибрахим Садик           | 2000         |
| 12 | Флаг Нидерландов | Вр   | Хоби Верхюлст           | 1993         |
| 15 | Флаг Мексики     | Защ  | Матео Чавес             | 2004         |
| 16 | Флаг Японии      | Защ  | Сэйя Майкума            | 1997         |
| 17 | Флаг Дании       | Нап  | Исак Йенсен             | 2003         |

| №  |                  | Поз. | Имя                  | Год рождения |
| -- | ---------------- | ---- | -------------------- | ------------ |
| 21 | Флаг Нидерландов | ПЗ   | Дейв Квакман         | 2004         |
| 22 | Флаг Нидерландов | Защ  | Элайджа Дейкстра     | 2006         |
| 25 | Флаг Нидерландов | Нап  | Леквинсио Зефёйк     | 2004         |
| 26 | Флаг Нидерландов | ПЗ   | Кес Смит             | 2006         |
| 27 | Флаг Нидерландов | Нап  | Ро-Зангело Дал       | 2004         |
| 28 | Флаг Нидерландов | ПЗ   | Зико Бюрместер       | 2002         |
| 30 | Флаг Нидерландов | Защ  | Денсо Касиус         | 2002         |
| 31 | Флаг Нидерландов | Вр   | Дениэл Ден           | 2003         |
| 34 | Флаг Нидерландов | Защ  | Мес де Вит           | 1998         |
| 35 | Флаг Нидерландов | Нап  | Мекс Мердинк         | 2003         |
| 41 | Флаг Нидерландов | Вр   | Йерун Зут            | 1991         |
| 52 | Флаг Нидерландов | Защ  | Билли ван Дёйл       | 2005         |
| 82 | Флаг Нидерландов | Нап  | Майрон ван Бредероде | 2003         |

### Тренерский штаб
| Должность        | Имя                 |
| ---------------- | ------------------- |
| Главный тренер   | Мартен Мартенс      |
| Тренер-ассистент | Роберт Франссен     |
| Тренер-ассистент | Ян Сирксма          |
| Тренер-ассистент | Кеннет Гаудмейн     |
| Тренер-ассистент | Мартен Стекеленбург |
| Тренер вратарей  | Ник ван Арт         |

## Трансферы сезона 2025/26

### Пришли
| Поз. | Игрок                | Прежний клуб          | Стоимость/статус трансфера |
| ---- | -------------------- | --------------------- | -------------------------- |
| Защ  | Исак Йенсен          | Виборг                | 4 млн евро                 |
| ПЗ   | Матео Чавес          | Гвадалахара           | 2 млн евро                 |
| ПЗ   | Дейв Квакман         | Гронинген             | Окончание аренды           |
| Нап  | Майрон ван Бредероде | Фортуна (Дюссельдорф) | Окончание аренды           |
| Нап  | Леквинсио Зефёйк     | Ауд-Хеверле Лёвен     | Окончание аренды           |

### Ушли
| Поз. | Игрок              | Новый/прежний клуб      | Стоимость/статус трансфера |
| ---- | ------------------ | ----------------------- | -------------------------- |
| Вр   | Сем Вестервелд     | МВВ Маастрихт           | Арендован до 30 июня 2026  |
| Защ  | Бруну Мартинс Инди | Спарта                  | Свободный агент            |
| Защ  | Давид Мёллер Волфе | Вулверхэмптон Уондерерс | 12 млн евро                |
| ПЗ   | Льюис Схаутен      | Эксельсиор (Роттердам)  | Арендован до 30 июня 2026  |
| ПЗ   | Кристиян Белич     | Маккаби (Тель-Авив)     | Арендован до 30 июня 2026  |
| ПЗ   | Майкель Лахдо      | Нант                    | Арендован до 30 июня 2026  |
| Нап  | Джейден Аддай      | Комо                    | 14 млн евро                |
| Нап  | Рюбен ван Боммел   | ПСВ                     | 15,8 млн евро              |
| Нап  | Эрнест Поку        | Байер 04                | 10 млн евро                |

## Достижения

### Национальные
- Чемпионат Нидерландов
  - Чемпион (2): 1980/81, 2008/09
  - Вице-чемпион (2): 1979/80, 2005/06
- Чемпионат первого дивизиона Нидерландов
  - Чемпион (2): 1995/96, 1997/98
  - Вице-чемпион (2): 1967/68, 1971/72
- Кубок Нидерландов
  - Обладатель (4): 1977/78, 1980/81, 1981/82, 2012/13
  - Финалист (4): 2006/07, 2016/17, 2017/18, 2024/25
- Суперкубок Нидерландов
  - Обладатель: 2009

### Международные
- Кубок УЕФА
  - Финалист: 1980/81

## Бывшие игроки
Футболисты АЗ выступавшие за сборную Нидерландов:
| - Хуго Ховенкамп - Кес Кист - Деми де Зеув - Денни Ландзат - Ян Петерс - Джон Метгод - Стейн Схарс - Йорис Матейсен - Оуэн Вейндал - Тим де Клер - Кью Ялинс - Барри Опдам - Кэлвин Стенгс - Давид Мендес да Силва | - Вим ван Ханегем - Винсент Янссен - Пир Тол - Роналд Спелбос - Ян Кромкамп - Адам Махер - Дрис Бауссатта - Ваут Вегхорст - Бруну Мартинс Инди - Петер Арнц - Йос Йонкер - Хенк Тиммер - Рон Влар - Оскар Мунс | - Бобби Восмар - Майрон Боаду - Барри ван Гален - Данни Куверманс - Мартейн Мердинк - Гус Тил - Марко Бизот - Дирк Марселлис - Рой Беренс - Тён Копмейнерс - Хенк ван Рейнсувер - Ник Виргевер |

## Форма

### Домашняя
| 2011/12 | 2012/13 | 2013/14 | 2014/15 | 2015/16 | 2016/17 | 2017/18 | 2018/19 | 2019/20 | 2020/21 | 2021/22 | 2022/23 | 2023/24 | 2024/25 |

### Гостевая
| 2011/12 | 2012/13 | 2013/14 | 2014/15 | 2015/16 | 2016/17 | 2017/18 | 2018/19 | 2019/20 | 2020/21 | 2021/22 | 2022/23 | 2023/24 | 2024/25 |

### Резервная
| 2012/13 | 2013/14 | 2014/15 | 2015/16 | 2016/17 | 2017/18 | 2018/19 | 2019/20 | 2020/21 | 2021/22 | 2023/24 | 2024/25 |

Источники:,